# Verrucariella capparicola
Verrucariella capparicola är en svampart som beskrevs av S. Ahmad 1967. Verrucariella capparicola ingår i släktet Verrucariella, divisionen sporsäcksvampar och riket svampar.   Inga underarter finns listade i Catalogue of Life.